# IC 4320
IC 4320 — спиральная галактика типа S0 в созвездии Гидра. Поверхностная яркость — 13,0 mag/arcmin². Этот объект входит в число перечисленных в оригинальной редакции «Нового общего каталога».